# Curragh

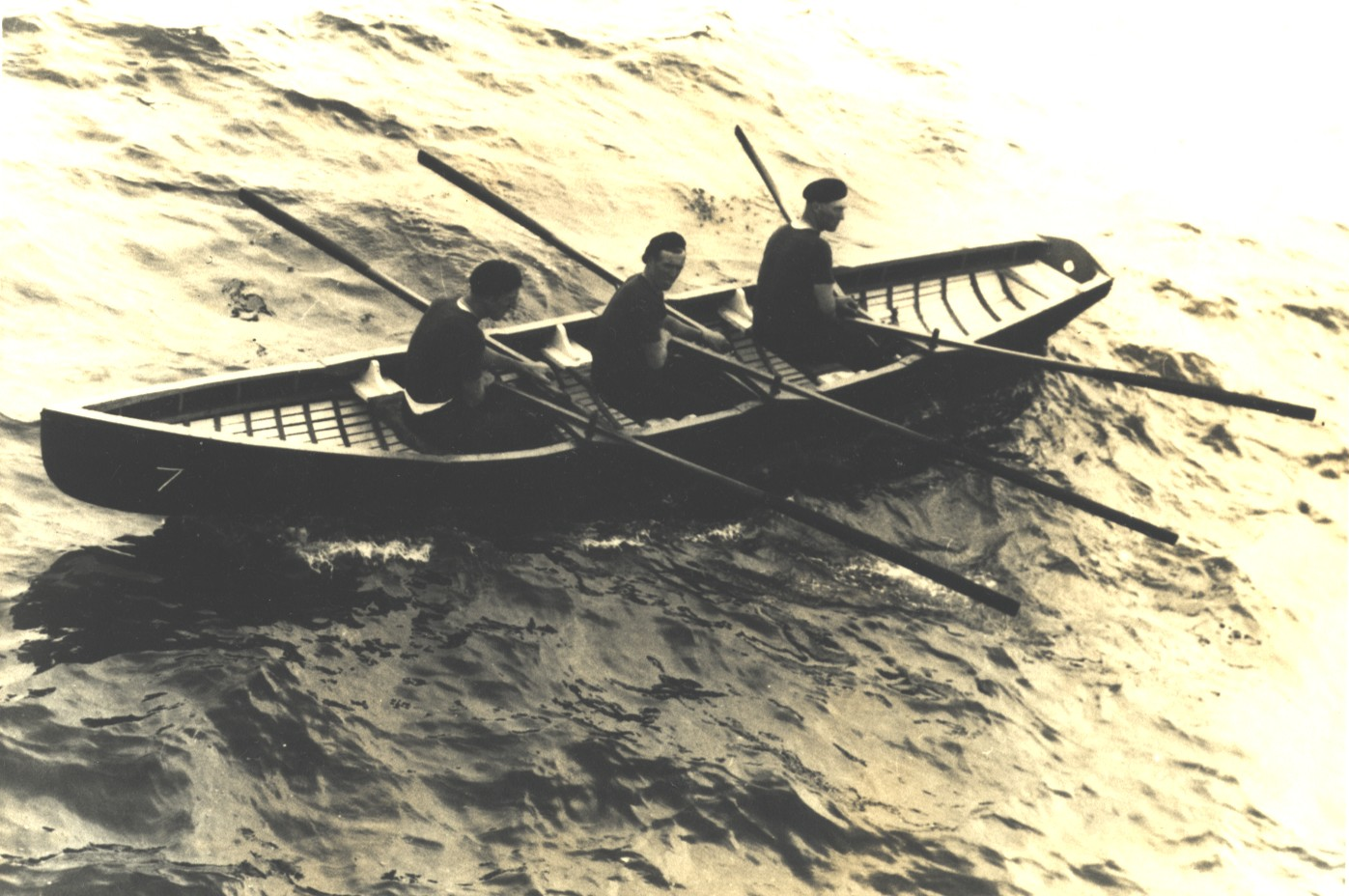
De driepersoons curragh, het meest gebruikte type

Een curragh of currach is een kano-achtige boot die vroeger vooral door Ierse monniken gebruikt werd voor lange tochten over het noorden van de Atlantische Oceaan. Julius Caesar maakte er al melding van in de 1e eeuw v.Chr.. Met deze vaartuigen kwam men mogelijk al lang voor de Vikingen aan in IJsland, Groenland en Noord-Amerika. De legende van Sint Brandaan, die leefde in de zesde eeuw, vertelt over deze lange zeetochten. De Britse schrijver en ontdekkingsreiziger Timothy Severin maakte in 1976 een reis van Ierland naar Newfoundland in een curragh, waarmee hij aantoonde dat de reis technisch mogelijk was en de legende op waarheid zou kunnen berusten.
De curraghs werden gemaakt door aan elkaar genaaide ossenhuiden over het kano-achtig geraamte te spannen. Om vooruit te komen waren de boten voorzien van een vierkant, wollen zeil en riemen. In Ierland kan men vandaag de dag nog curraghs zien varen, maar deze worden nu gemaakt van canvas, bestreken met teer om de huid waterdicht te maken. Ondanks het bescheiden gewicht en grootte zijn ze geschikt om op zee te varen. De curragh moet worden onderscheiden van de coracle. De coracle is rond, de curragh langwerpig. Curraghs hebben veel overeenkomst met de door de Inuit gebruikte Umiak.
Afhankelijk van de grootte bieden de Curraghs plaats aan twee tot zes man.
De curragh werd in 1907 ook gebruikt bij de redding van de zeelui aan boord van het Franse schip "Leon XIII". Dit schip was tijdens een zware storm voor de kust van Quilty, Ierland op een rif gelopen. Ondanks de storm kozen de lokale vissers zee en brachten 13 van de 22 opvarenden aan land. De rest, inclusief een gewonde, werd later door het marineschip "HMS Arrogant" aan land gebracht.